# シャフリ・ホドロFC
シャフリ・ホドロ・フットボールクラブ（ペルシア語: باشگاه فوتبال شهرخودرو, 英語: Shahr Khodrou Football Club）は、イラン・ラザヴィー・ホラーサーン州マシュハドを拠点として活動するサッカークラブ。ペルシアン・ガルフ・プロリーグ所属。2013年にパディーデFC（パディーデ・マシュハドFC、ペルシア語: باشگاه فوتبال پدیده مشهد, 英語: Padideh Mashhad Football Club）として設立された。
ホームスタジアムは、クラブが所有する、27,700人収容のイマーム・レザー・スタジアム 。
本項目では、前身のメス・サルチェシュメ（英語: Mes Sarcheshmeh）についても記す。

## 歴史

### メス・サルチェシュメ時代
ケルマーン最大の銅生産量を誇っていたサルチェシュメ鉱山を所有している会社が母体となり、メス・ケルマーンFCらのクラブと共に1998年に設立された。過去4年間で、クラブは2回昇格を果たし、大きな成功を収めた。
2008-09シーズンにリーグ2で1位でアーザーデガーン・リーグ（2部リーグ）に昇格を果たす。2009-10シーズンは5位だったが、翌2010-11シーズンにグループBで優勝し、ペルシアン・ガルフ・プロリーグへの初昇格を果たす。翌年最下位で1年で降格し、翌年のアーザーデガーン・リーグで昇格プレーオフに敗れる。

### パディーデ時代
2012–13シーズンが終了したとき、メスはプロサッカークラブの運営継続を断念。 2013年7月、クラブ運営権をレストランや建設業を手がけるパディーデ・シャンディーズに売却した。新しい所有者はクラブの拠点をケルマーンからマシュハドに移し、監督としてアクバル・ミサギヤンを招聘 。パディーデは次のシーズンにペルシアン・ガルフ・プロリーグへの昇格を果たす。次のシーズンにはレザ・エナヤティとミラン・ヨヴァノヴィッチを獲得し、2014-15シーズンのハズフィー・カップの準決勝に進出したが、PK戦でナフト・テヘランに敗れる。

### シャフリ・ホドロ時代
2018-19シーズンは4位となり、「シャフリ・ホドロFC」としてAFCチャンピオンズリーグ2020プレーオフ2回戦に参加。プレーオフラウンドではアブドゥッラー・ビン・ハリーファ・スタジアムで行われたアル・スィーリーヤ（カタール）との一戦でスコアレスドローとなり、PK戦 5-4 でクラブ史上初めてグループステージに進出。イランから13番目のACLグループステージ進出クラブとなった。

## スタジアム

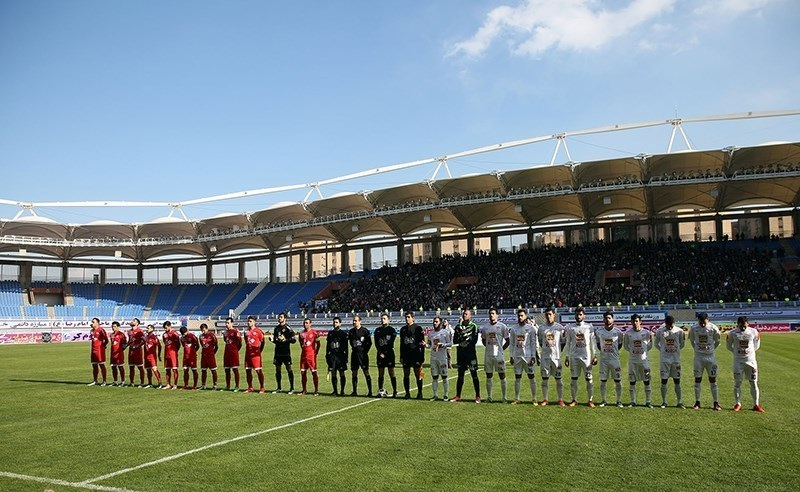
パディーデとトラークトゥール・サーズィーFCとの試合。イマーム・レザー・スタジアムは2017年1月に完成し、2017年3月14日にチャハールシャンベ・スーリーの日にオープンしました。

現在の本拠地はマシュハドにあるイマーム・レザー・スタジアム。スタジアムは、2,000ヘクタールのAQRスポーツコンプレックスの東側にあり、5.4ヘクタールの面積がある。サッカースタジアムに加えて、この複合施設には、テニス、バスケットボール、バレーボールアリーナ、スイミングプール、水収集など、10のスポーツサロンがある。複合施設には、円形劇場、会議ホール、食堂、博物館、コーチングクラスもある。 

## 選手
2020年9月1日現在 
注：選手の国籍表記はFIFAの定めた代表資格ルールに基づく。
| No. | Pos. |        | 選手名                           |
| --- | ---- | ------ | -------------------------------- |
| 1   | GK   | イラン | メフディー・ラフマティー         |
| 2   | DF   | イラン | モハンマド・アガジャンプール     |
| 3   | DF   | イラン | アリ・ネマティ                   |
| 5   | DF   | イラン | ファルシャード・ファラジ         |
| 8   | MF   | イラン | アクバル・サデギ                 |
| 9   | FW   | イラン | アミン・ガセミネジャード         |
| 11  | FW   | イラン | ホセイン・メラビアン             |
| 14  | DF   | イラン | オミード・マンスーリ             |
| 16  | MF   | イラン | アリレザ・アサダバディ           |
| 17  | DF   | イラン | ハサン・ジャアファリ             |
| 20  | MF   | イラン | アリ・ターヘラーン               |
| 22  | GK   | イラン | モハンマド・ジャヴァード・キヤー |
| 27  | DF   | イラン | モハンマド・アリ・ファラマルジ   |
| 33  | GK   | イラン | マティン・サファイアン           |

| No. | Pos. |        | 選手名                         |
| --- | ---- | ------ | ------------------------------ |
| 66  | DF   | イラン | モハンマド・モハンマドザーデ   |
| 70  | DF   | イラン | ジャヴァード・モハンマドザーデ |
| 76  | FW   | イラン | モルテザー・ホラーサーニー     |
| 78  | MF   | イラン | アミールハサン・ジャアファリ   |
| 80  | MF   | イラン | ルーホッラー・セイフォッラーイ |
| 88  | MF   | イラン | アリ・ナビザデ                 |
| 90  | FW   | イラン | モハンマド・ガジ               |